# U 2518
U 2518 war ein deutsches U-Boot des Typs XXI, welches von der Kriegsmarine im Zweiten Weltkrieg eingesetzt wurde. Wie auch alle anderen Boote des Typs XXI, mit Ausnahme von U 2511 und U 3008, führte U 2518 keine Unternehmungen durch.

## Geschichte
Der Bauauftrag für U 2518 erging am 6. November 1943 an Blohm & Voss in Hamburg als achtzehnte Einheit des Typs XXI. Nach der Anlieferung der Sektionen konnte es auf Kiel gelegt werden und wurde nach zweimonatiger Bauzeit vom Stapel gelassen. Das Kommando übernahm Oberleutnant Weidner, der zuerst der Kommandant von UD 1 und U 1052 gewesen war. Er sowie seine Männer gaben dem Boot ein Turmemblem: Der „3 × Schwarze Kater“ von U 48 und U 564 wurde in leicht abgeänderter Form an der Steuerbordseite des Turmes getragen. Als sich das Boot in der Trainingsphase in der Ostsee befand, nahm es sechs Flüchtlinge aus Ostpreußen auf. Auch soll U 2518 mehrmals das aufgetauchte sowjetische U-Boot S-13, das am 30. Januar 1945 die Wilhelm Gustloff versenkte, gesehen haben. U 2518 war eines von elf Typ-XXI-Booten, die in Norwegen beim Kriegsende kapitulierten.

## Verbleib des Bootes
U 2518 wurde am 14. Februar 1946 an Frankreich als Teil der „Operation Thankful“ übergeben und dort erneut in Dienst gestellt. Es fuhr noch bis 1951 als U 2518 und wurde 1951 mit verändertem Turmaufbau in „Roland Morillot“ umbenannt. Im Jahr 1969 schlug dann aber auch für ex U 2518 die letzte Stunde. Es wurde am 21. Mai 1969 an die SPA Lotti in La Spezia verkauft und verschrottet.